# Козодави
Козодави (пол. Kozodawy) — село в Польщі, у гміні Грубешів Грубешівського повіту Люблінського воєводства. Населення — 291 особа (2011).

## Історія
Перша згадка про Козодави датується 1472 роком.
1477 рік — У Красноставі видано Холмський земельний Статут, який регулював маєткові права селян в Козодавах і в усьому Грубешівському, Холмському, Красноставському і Щебрешинському повітах.
Михайло Погорецький з герба Сас у 1757 році набув маєтки в белжскому воєводвстві разом з Козодавами і Тихобужем.
Після Михайла Погорецького, Козодаву успадкував одним із його синів, Ігнатій Якуб, одружений з Анною Поребською, потім маєток перейшов онукові Роману Яцеку (1797—1879), одруженого з Оленою зі Смоліковських. Наступним власником був його син Едвард, одружений з Олександрою Смоліковською, а останній власником Козодав був син Едуарда — Володислав (помер у 1942 році).
05.06.1772 року — після першого поділу Польщі між Королівством Пруссії, Росією та Австрією північна сторона Холмської Русі залишилась під владою Польщі, а південна (разом з Козодавами) перейшла під протекторат Австрії.
1795 року після Третього поділу Речі Посполитої до Російської імперії відійшла частина Холмщини на правобережжі Бугу, а лівобережна Холмщина (включаючи Козодави) перейшли під протекторат Австрії
Від 1809 року Козодави входить до складу Варшавського герцогства, стаючи частиною утвореного в 1810 році Люблінського департаменту.
Після Віденською конгресу в 1815 році Козодави у складі всієї Холмщини було передано під протекторат Російської імперії, до якої належав до 1915 року.
Село Козодави разом з фільварком належали до грубешівської парафії. В 1827 році було 17 домів та 136 мешканців. Разом з Городком, фільварком Козодави, самим фільварком в Менянах (без селян), з селами Козодави та Меняни належало 1435 розлогих моргів: земліорних та городи моргів 871, лугів 104 моргів, пазовищ 18 моргів, лісів 424 моргів, невикористаних ділянок 36 моргів, будинки муровані 14, з дерева 17, є вітряк. В селі Козодави є 30 осад з ґрунтами 285 моргів.
В 1837 році після утворення Люблінської губернії Козодави входить до її складу.
09.05.1912 року Козодави включені російським царським урядом до Холмської Губернії.
В 1840 році Козодави разом з Метеліном, Масломичі (пол. Masłomęcz), Черничинок входили до складу греко-католицької парафії в Черничині. Налічувала парафія тоді 1820 віруючих.
За даними етнографічної експедиції 1869—1870 років під керівництвом Павла Чубинського, у селі проживали греко-католики, які розмовляли українською мовою.
Під час першої світової війни від моменту окупації Козодави і вся територія Холмської Губернії знаходиться під безпосереднім управлінням німецької та австро-угорської військової влади, але 15.06.1916 року зона австро-угорської окупації за наказом головнокомандувача австро-угорської армії, що розповсюджувалася в Холмшині (Білгорайський повіт, Грубешівський повіт, Замостський повіт та Томашівський повіт), відійшла під відомство Люблінського військового генерал-губернаторства.

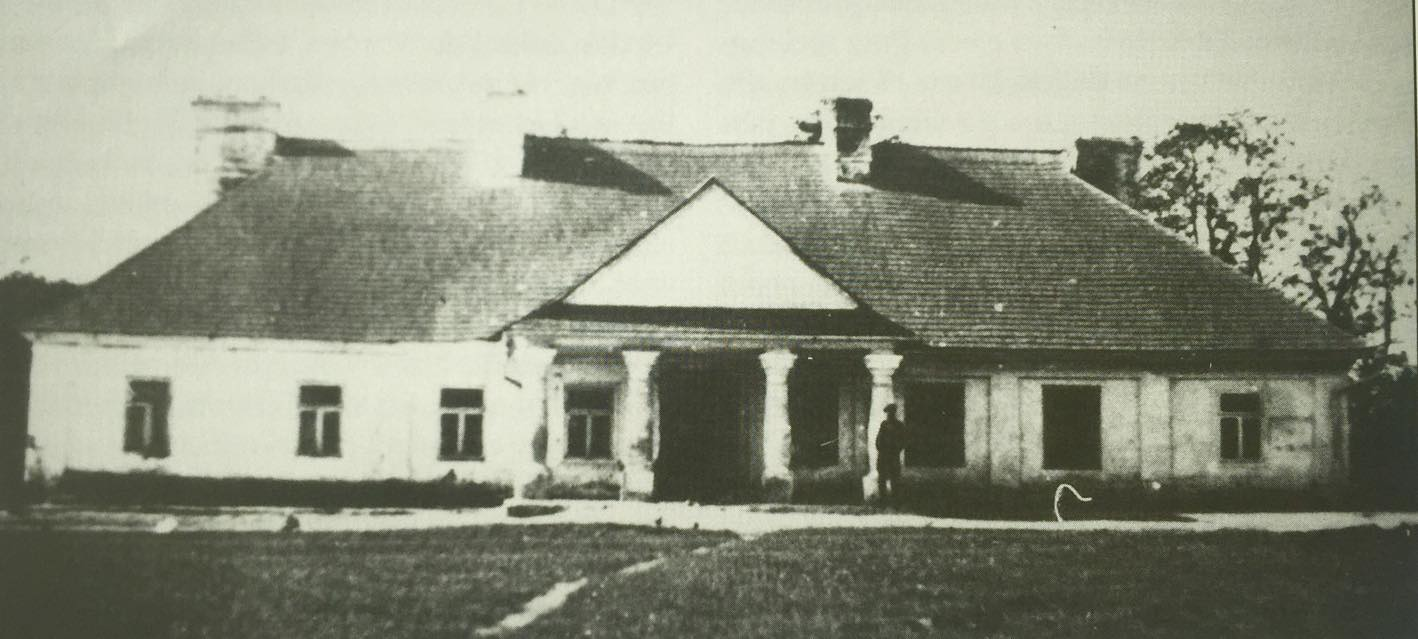
Довоєнна фотографія двору в Козодавах

22.08.1920 року війська РСЧА атакували зі сторони Козодав, Черничина, Теребіня і після шестигодинного бою здобули Грубешів.
У 1921 році село та однойменний фільварок входили до складу гміни Міняни Грубешівського повіту Люблінського воєводства Польської Республіки.
Процес творення українських кооперативних спілок пожвавився після вжиття Ю. Пілсудським додаткових заходів по запровадженню земельної реформи. Наприкінці 20-х років мешканці села Козодави заснували кооператив Добробут. Кооперативна організація проіснувала до 1944 року, коли її майно було цілком знищено польською бандою.
В роках 1975—1998 Козодави належать до Замостського воєводства, а після адміністративної реформи в 1999 році знаходиться в межах Любліньського воєводства.
Згідно національному перепису населення (III 2011 р.) Козодави налічують 291 мешканців .

### Друга світова війна, переселення,операція «Вісла»

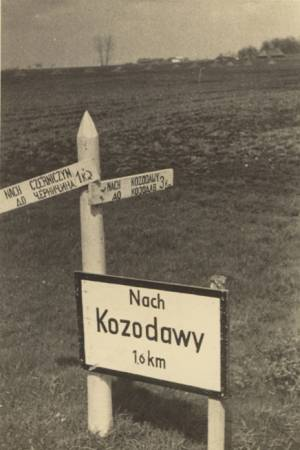
Придорожні вказівки.1939-1944p.

У селі Козодави польський загін С. Квасневського(Віктора) 19 і 20 березня спалив 20 з 27 існуючих господарств з хатами і закатував 18 місцевих українців. На жаль, не вдалось встановити прізвищ жертв цієї жорстокої розправи. Одночасно було знищено будинки української кооперативної спілки Добробут. Свідок цієї події Остап Принда розповів про те, як 19 березня «о 15-ій напала на село Козодави польська банда, стріляла та палила село. Я тоді сховався до схрону. Польська банда… відійшла до володавського лісу, а рано банда повернулася до села і ходила до кожного схрону та добивала людей, які ще були живі у схронах. Я тоді вже втік до Черничина. Дня 21.III. 1944 повернув я з села і побачив людей побитих (викручені руки і ноги)».
Під час проведення операції «Вісла» в період 26-30.06.1947 року з Козодав було вивезено на «землі відзискані» (Вармінсько-Мазурське воєводство, Західнопоморське воєводство) 15 людей, залишилося 2 людини національності польської, а також залишилося 17 українців з мішаних родин.

### Післявоєнний період
У 1975—1998 роках село належало до Замойського воєводства.

## Демографія
Демографічна структура станом на 31 березня 2011 року:
|          | Загалом | Допрацездатний вік | Працездатний вік | Постпрацездатний вік |
| -------- | ------- | ------------------ | ---------------- | -------------------- |
| Чоловіки | 152     | 27                 | 101              | 24                   |
| Жінки    | 139     | 24                 | 75               | 40                   |
| Разом    | 291     | 51                 | 176              | 64                   |

За даними перепису населення Польщі 1921 року в селі налічувалося 27 будинків та 168 мешканців, з них:
- 82 чоловіки та 86 жінок;
- 168 православних;
- 168 українців.

За даними перепису населення Польщі 1921 року на фільварку Козодави налічувалося 3 будинки та 48 мешканців, з них:
- 23 чоловіки та 25 жінок;
- 41 православний, 7 римо-католиків;
- 38 українців, 10 поляків.

## Мешканці Козодав
- Весолек Фелікс Янович (Іванович),1914 р. н., с. Козодави Грубешівського пов. (Польща), мешк. у м. Володимир-Волин.,поляк, пекар, п/парт. Заарешт.31.08.1940 р. 90-м п/з. Звинувач. у поруш.держ. кордону. Утримувався у Володимир Волин. в'язниці. Звільнений 01.11.1941 р. УНКВС Свердловської обл. за Указом ПВР СРСР від 12.08.1941 р. Рішення не виконано за відсутності даних про місцеперебування звинувачуваного. МВС СРСР 21.05.1948 р.справу закрито. Реабілітований.[11].
- Гресь Іван Якубович, 1921 р. н.,с. Козодави Грубешівського пов. Люблінського в-ва (Польща, українець, освіта 7 кл., із селян, столяр, п/парт. Заарешт. 02.04.1946 р. (06.03.1946 р.) УНКВС у Волин. обл. ВТ в/МВС Волин. обл. 06.06.1946 р. засудж. за ст. 54-2, 54-11 КК УРСР на 10 р. ВТТ. Покарання відбував у м. Воркута. Звільнений 17.06.1955 р. Реабілітований 29.04.1992 р. прокуратурою Волин. обл.[12]
- Гресь Степан Григорович, 1922 р. н.,с. Козодави Грубешівського пов. (Польща), українець, селянин-одноосібник, тесляр, стрілець сотні УПА, п/парт., псевд. Ясен, Ячмінь. Заарешт. 02.04.1946 р. УМДБ у Волин. обл. Звинувач. у приналеж. до ОУН. ВТ в/МВС Волин. обл. 06.06.1946 р. засудж. за ст. 54-2, 54-11 КК УРСР на 10 р. ВТТ. Покарання відбував в Степлаг (Степовий лагерь), Особлаг (Особий лагерь) № 4 — табір для політичних в'язнів в системі ГУЛАГ, управління котрим знаходилося в пос. Кенгир (тепер в межах м. Жезказган) Карагандинської області Казахстана. Звільнений 10.01.1955 р. і направлений на с/п. Реабілітований 29.04.1992 р. прокуратурою Волин. обл.[12]
- Карпось Володимир Антонович (20. 07. 1942, с. Козодави Люблін. воєводства, Польща — 12. 01. 2008, Луцьк) — співак (баритон), педагог. Засл. арт. УРСР (1979). Лауреат Респ. конкурсу молодіж. пісні (м. Краснодон Луган. обл., 1969). Закін. Київ. консерваторію (1969; кл. О. Гродзинського). Відтоді — соліст Волин. філармонії; від 1990 — доц. Волин. ун-ту (обидва — Луцьк). У репертуарі — вітчизн., світ. класика, твори сучас. композиторів, обробки нар. пісень.[13]
- Павлюк Кирило (*1923 — † 26.02.1946, Ліскі), нар. 1923 р. в с. Козодави Грубешівського повіту у селянській родині. Був у сотні «Вовки-3», псевдо «Максим». Загинув 26.02.1946 р., у бою з військами НКВС. Похований в урочищі Білосток біля села Ліскі, Грубешівського повіту на Холмщині разом з 41 побратимами, що загинули в цьому бою.

## Козодави на мапах

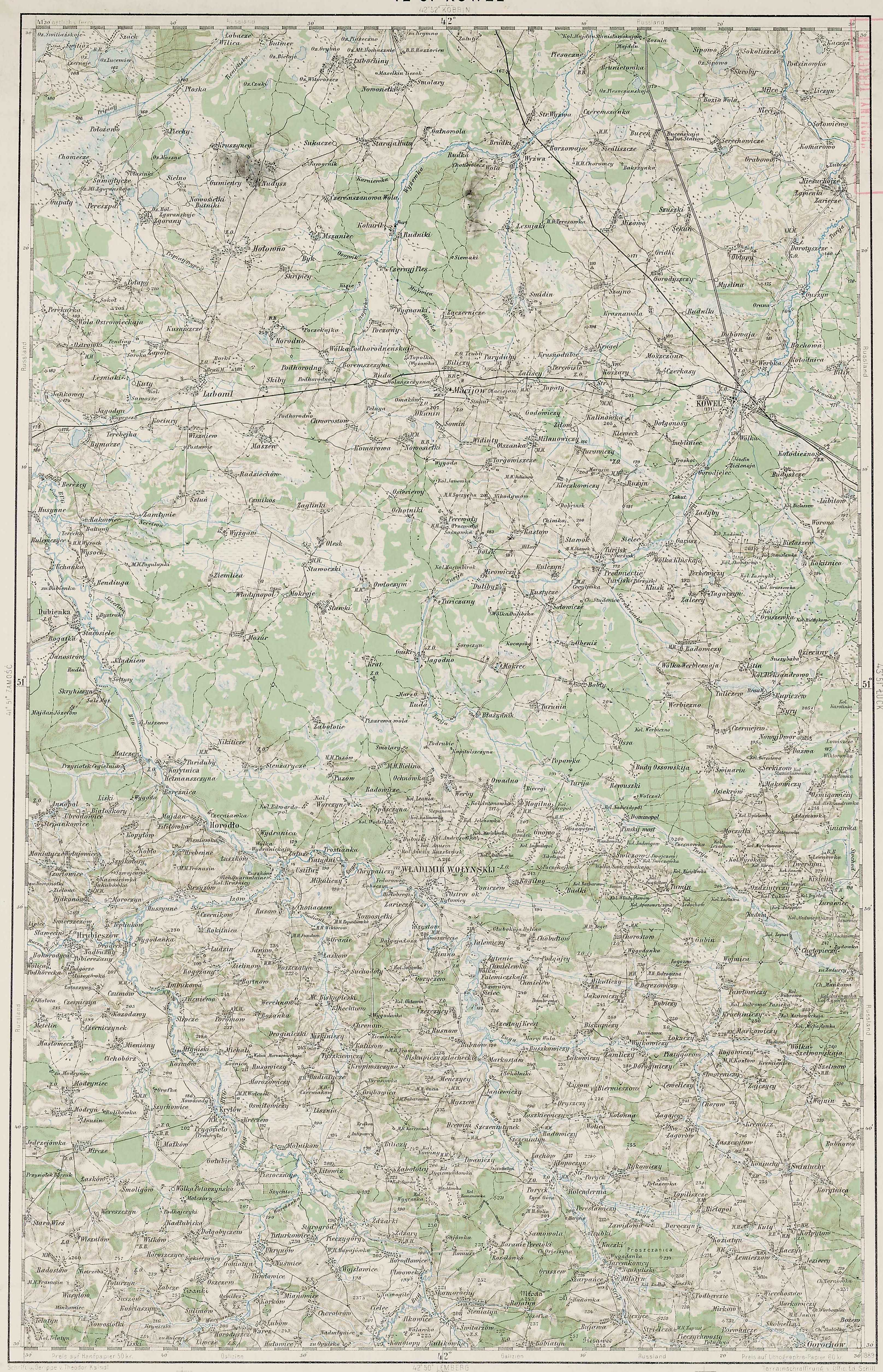
с.Козодави на військовій мапі Австро-Угорської імперії з 1889р.
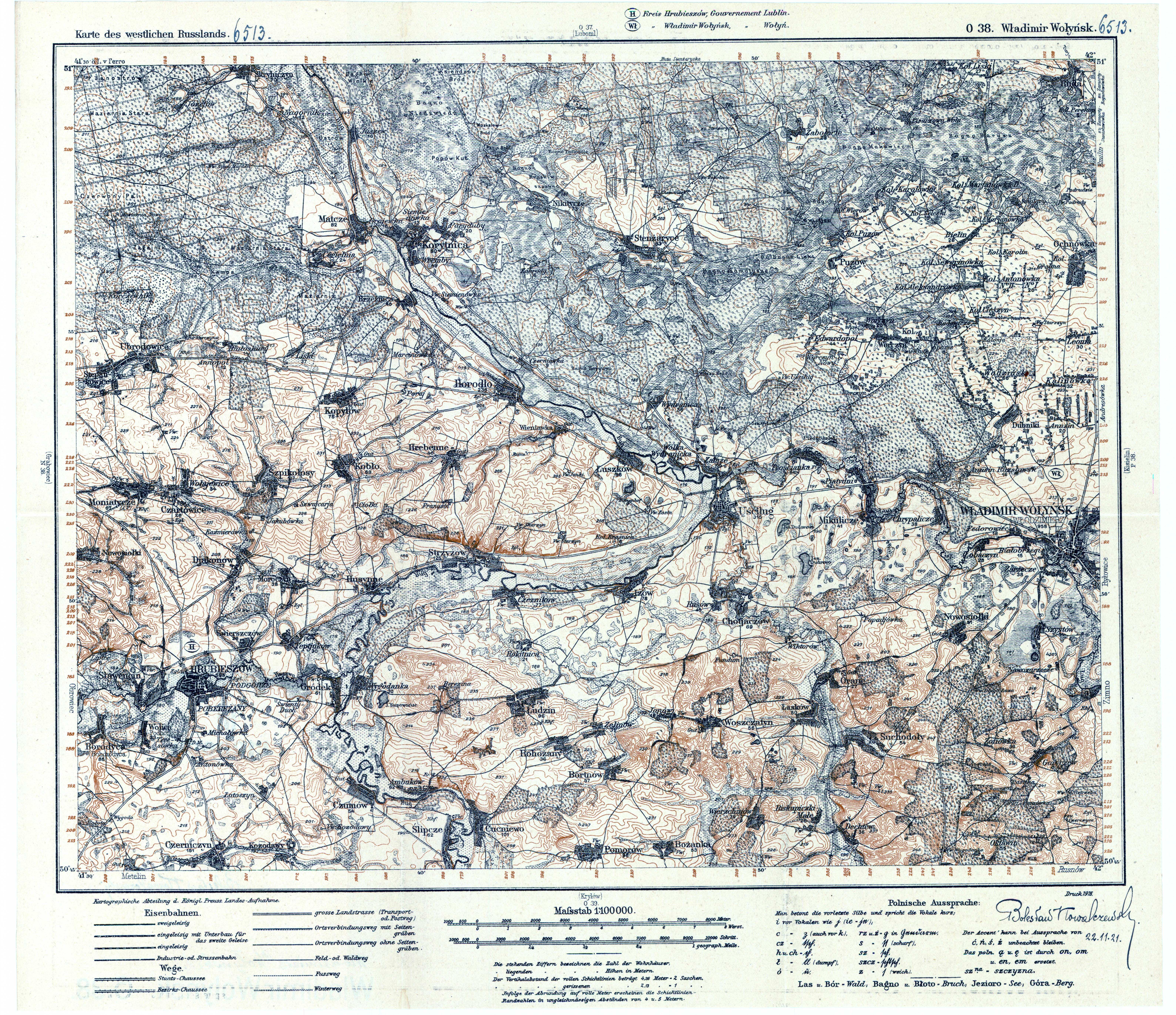
с.Козодави на німецькій військовій мапі з 1915 року
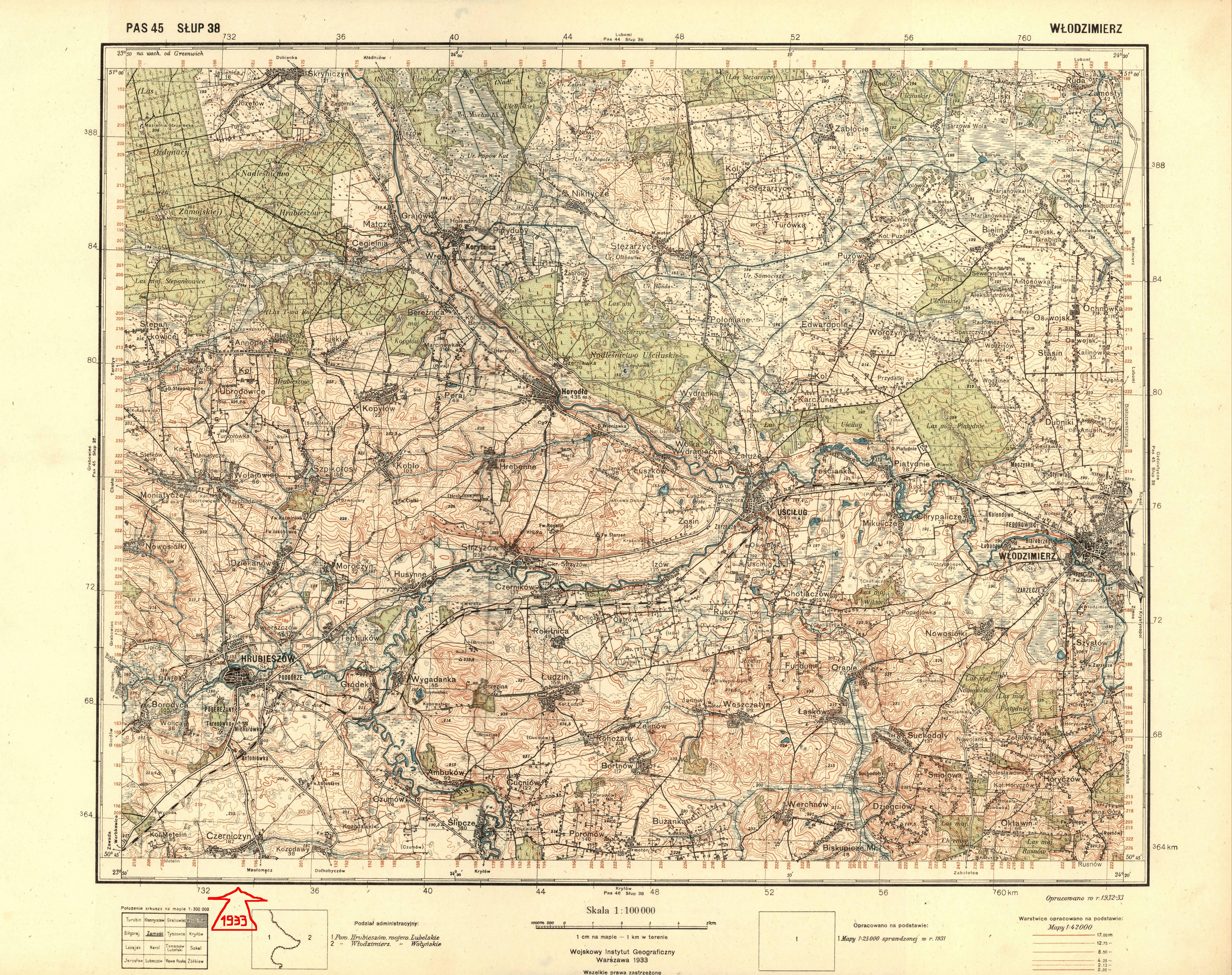
с.Козодави на мапі польського військового географічного інституту 1933р.
с.Козодави на окупаційній німецькій мапі з 1940 р.
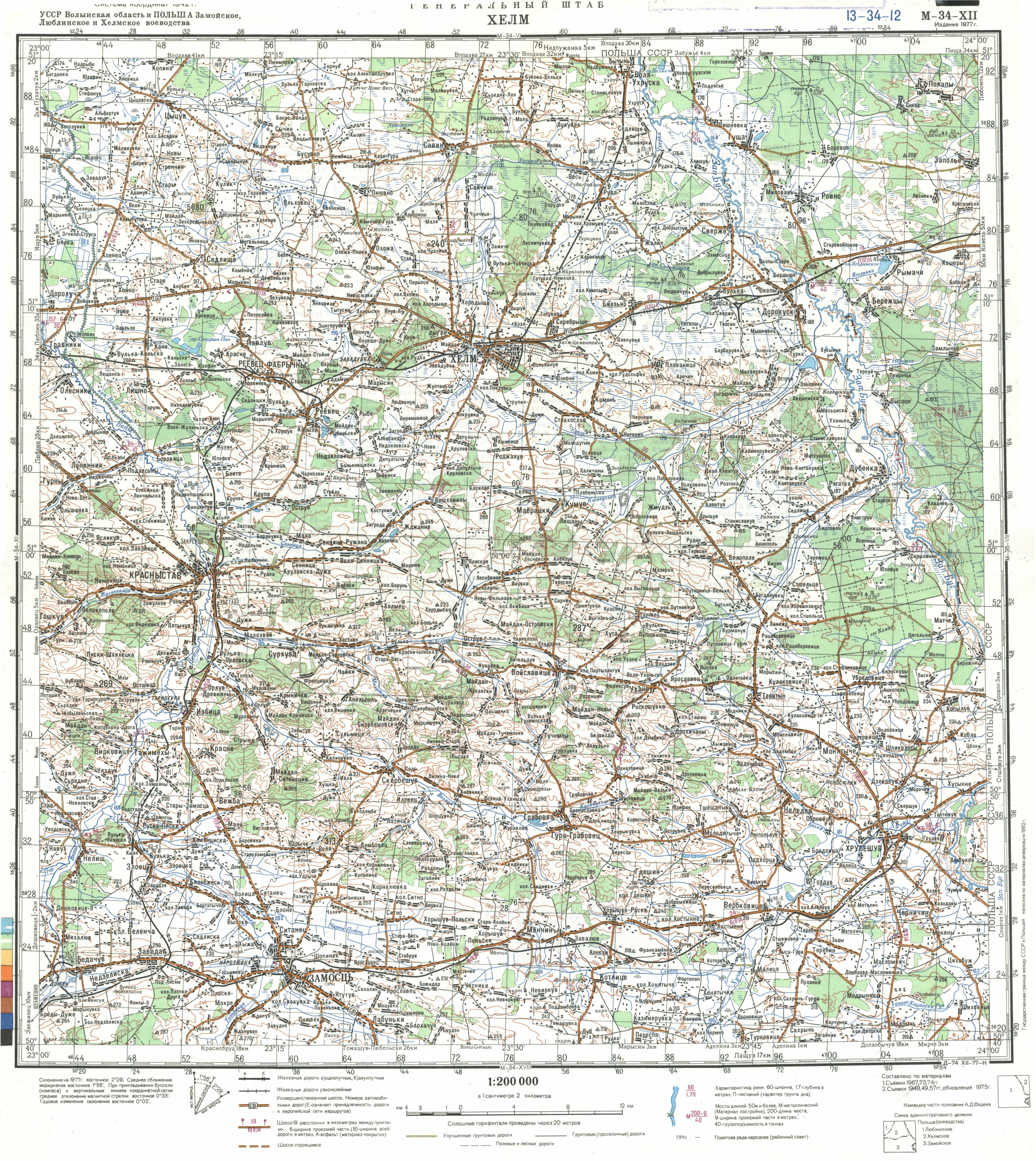
с.Козодави на мапі Генерального Штабу СРСР з 1977р.